# João de Lencastre
João de Lencastre ou D. João de Alencastro (Lisboa, 1646 — Lisboa, 1707) foi um administrador colonial português. Foi nomeado governador-geral do Brasil, com patente dada em 22 de fevereiro de 1694. Foi ainda governador dos Algarves.
Era filho de D. Rodrigo de Lencastre (morto em 1657), comendador de Coruche, e de D. Inês Maria Teresa de Noronha e Castro.

## Biografia
Militar, distinguiu-se na guerra de Castela até 1668; em 1683 na armada que foi a Savóia buscar a Rainha; capitão general do Reino de Angola por carta patente de 23 de março de 1688.
Serviu por 17 anos, quatro meses, 25 dias de 1663 até 18 de março de 1686 na província do Alentejo e na corte em praça de soldado, capitão de Infantaria e de cavalos, arcabuzeiro e de couraça, comissário geral da cavalaria e mestre de campo do terço da Armada - nas campanhas da Juromenha, batalha do Ameixial (sob as ordens dos generais de cavalaria da província da Beira, Manoel Freire de Andrade), rendimento da praça de Valença de Alcântara, batalha de Montes Claros (servindo de capitão das guardas do Marquês de Marialva), governador e capitão general em Angola em 1688.
Carta Régia de 18 de março de 1694 lhe foi dirigida como governador e capitão-mor do Brasil. «Se bem que muitas investigações já tenham sido feitas para descobrimento das minas, das quais se diz existirem, que todas porem não corresponderam às esperanças, principalmente ao tempo do Governador D. Afonso Furtado de Mendonça, contudo não deveis negligenciar de prosseguir nestas descobertas, e como as mercês e prêmios sempre animaram os homens a dedicar-se às empresas mais difíceis, prometereis em meu nome carta de nobreza e uma das três Ordens Militares àquelas pessoas que, de livre vontade, tencionem fazer descobertas de ouro e prata. Os quais, descobrindo uma mina rica, esta pertencerá ao inventor que pagará o quinto ao Real Tesouro, como já foi feito. Sem embargo me reservo determinar se uma mina é rica e se o inventor merece as recompensas prometidas. No caso que se apresentem pessoas que desejam me prestar serviços, deveis animá-las, fazendo-lhes esperanças de mercês que se podem esperar da minha generosidade,  sem que contudo lhes indiqueis quais sejam.»
Neste documento se apoiarão os paulistas mais tarde, para terem fruição exclusiva das Minas Gerais, expressão que inicialmente se aplicava à região atual de Ouro Preto e de Mariana: «que seria remunerado com o foro de fidalgo e o hábito de qualquer das três ordens militares todo aquele que descobrisse ricas minas de ouro e prata no Brasil, além da propriedade das minas, das quais só pagaria o imposto do quinto à Real Fazenda!
Entenderam que seus privilégios se estendiam aos demais descobrimentos posteriores, por forasteiros baianos, portugueses, taubateanos até! Tal Carta-Régia modificava o antigo sistema de promessas e mercês, abonando a quem descobrisse minas o foro, o hábito e a propriedade plena delas, com a única condição de se pagar o quinto: o Rei querendo reanimar os sertanistas a emendarem tantos sacrifícios já feitos, porque a Coroa, exausta de meios, já não podia concorrer a tais estabelecimentos e lançava mão de promessas para obter da iniciativa particular o que desejava. Na Carta-Régia estava também escrito: «mas deixareis dependente da minha resolução o dar-se por certo e rica a mina para que então haja de ter efeito a mercê.»
Já não se tratava porém de minas incertas, ocultas no sertão, sim descobrimentos encetados. Não se poderia ampliar à coletividade a mercê proposta, como prêmio oferecido ao esforço individual - nenhum sertanista se abalaria aos trabalhos e perigos da empresa para ver exposto o fruto ao comunismo. Tais eram as objeções às quais os agitadores contrapunham tentar obter um meio termo, que seria o Rei distribuir as datas na forma comum do Regimento mas em favor somente dos Paulistas. Proposta que agradou a todos por justa e conciliadora.
Casou em 1674 com Maria Teresa de Portugal-Almeida (morta em 1703) filha de D. Pedro de Almeida, que foi governador de Pernambuco.
D. João tomou posse na Bahia em 22 de maio de 1694 como governador-geral das capitanias do Sul até 3 de julho de 1702, quando assumiu D. Rodrigo da Costa. Seu primeiro cuidado foi o de reparar as fortificações, extinguir os Palmares. Exigiu que se criassem juízes de vara branca (também chamados juízes de fora) na cidade. Grande entusiasta da pesquisa de minas, chegaria a fazer pessoalmente algumas entradas.
Recebeu carta escrita em 29 de julho de 1694 em que Bento Correia de Souza Coutinho lhe descreve as recentes descobertas nos chamados Cataguazes: «De frente da vila de Taubaté quatro ou cinco dias de viagem se acha estar o rio Sapucaí e descendo da dita vila para a de Guaratinguetá, tomando a estrada real do sertão 10 dias de jornada para a parte norte, sobre o monte de Amantiquira, quadrilheira do mesmo Sapucaí, achou o Padre vigário João de Faria, seu cunhado Antônio Gonçalves Viana,  o capitão Manuel de Borba e Pedro de Avos vários ribeiros com pintas de ouro de muita conta; e das campinas da Amantiquira cinco dias de jornada correndo para o Norte, estrada também geral do sertão, fica a serra da Boa Vista onde começam os campos gerais até confinar com os Bahia; e da serra da Boa Vista até o rio Grande são 15 dias de jornada, cujas cabeceiras nascem na serra de Juruoca, de frente dos quais serros até o rio dos Guanhanhãs e um monte de Ibitipoca tem 10 léguas pouco mais u menos de círculo, toda essa planície com cascalho formado de safiras».
E continuava, tranquilamente:
«Entre essa distância estão muitos montes escalvados pelos campos e muitos rios, e em um destes montes que se chama o Baependi, se suspeita haver metal pela informação que deixou o defunto Bartolomeu da Cunha; e adiante passando o rio Igarai se achava uma campina dilatada de minas de cristais finíssimos e indo fazendo a mesma derrota se acharam muitos morros escalvados e campos gerais, cujos morros mostram terem haver para muitas experiências que se tem feito que por falta de mineiros não se sabe o que é. (…) Esta quantidade de campos e capões é regada de muitos rios, uns grandes e outros pequenos, em que não pôde faltar ouro e lavagem, que por não ter lugar não fiz o exame.» O que essa carta prova é que mesmo antes de 1694 se faziam experiências, numerosas e diversas, em rios e córregos dos trilhos que comunicavam a zona de São Paulo com o sertão dos Cataguazes.
Em 5 de novembro de 1694 Lencastre escreveu uma carta em que exigia que o idoso mineiro Bento Surrel Camiglia o acompanhasse em sua entrada. Desejoso, em 1695, de devassar a região além da serra de Jacobina (tendo constatado existirem minas de salitre) com o ainda grande sertanista Domingos Afonso Sertão por guia e apontador; determinou levar o idoso mineiro Bento Surrel Camiglio, o Desembargador Belchior da Cunha Brochado, o engenheiro Francisco Pinheiro, o coronel Pedro Barbosa Leal, Antônio de Brito de Castro e Sampaio e Miguel Soares Henrique.
Recebeu em 6 de junho de 1698 curiosa carta de Lopo de Albuquerque da Câmera:
«Vou com esta e com toda a verdade dar conta a Vossa Senhoria que, vindo dessa Bahia de minha casa e fazenda a este sertão do rio São Francisco com certos indícios de fazer a Sua Majestade um singular serviço, descobri em certa parte um padrão de pedra com um título escrito com letras redondas em que li o seguinte: «Minas de prata que achei neste lugar no ano de 1614 que a seu tempo saberá Sua Majestade delas». E, E observando o lugar assinalado, vi que reluziam de maneira a terra e pedras que logo tirei algumas da superfície que remeto a Vossa Senhoria para mandar fazer experiência, e tendo alguma conta será de grande conveniência pela facilidade com que se pode abrir e conduzir o que eu farei nas primeiras diligências a minha custa, por fazer a Sua Majestade maior serviço. Não despreze Vossa Senhoria este meu alvitre porque é dado sem afetação alguma e só com a verdade com que costumo falar em toda a matéria, quanto mais nesta de tanto porte de que podem resultar aumentos para a Coroa, de que me ficam certas esperanças por estes e outros indícios que ninguém chegou a ter nesta pretensão e nesta certeza, terão entendido os oficiais da Câmara que eu não me ausentei por não servir este ano, como agora me avisam chamando-me. Vossa Senhoria me ordene o que hei de seguir, oara mostar em toda a ocasião que sou herdeiro do zelo de meus antepassados no serviço de Sua Majestade, que Deus guarde, e à pessoa de Vossa Senhoria muitos anos. Muito servidor de Vossa Senboria sou, LAC».
Em 12 de janeiro de 1701, escreveu ao Rei sobre os novos descobertos de ouro no que seria depois as Minas Gerais. Os arquivos guardam seu texto. Discorre sobre as boas e as más consequências do outo descoberto nas minas, faz quatro propostas como remédio ao descaminho do Quinto, o imposto real: (1) exigir passaporte; (2) descobrir o caminho mais fácil que saia do Espírito Santo, do que estava já tratando; (3) erigir duas vilas na barra do Rio das Velhas e na Barra do Rio Verde, e ali construir fortalezas; e (4) sobretudo determinar um número certo de homens bons e honestos, com suas fabricas e capelães, e permitir também apenas negociantes.
Estava nessa altura D. João de Lencastre ocupado sobre o socorro a ser dado da Bahia à Índia:  haviam partido a nau Nossa Senhora de Bitancor com 513 praças e a fragata Santa Escolástica, a 27 de novembro de 1700, na monção mais oportuna para ir a Moçambique e a Goa em tempo conveniente, carregando mantimentos e sobressalentes. Mas a Santa Escolástica voltara,  e com uma rajada fora a pique, o que era manifestação da vontade divina. Salvaram-se o capitão-de-mar-e-guerra João da Maia da Gama, com 80 pessoas. Prometia ao rei que o Ouvidor-Geral do crime, Miguel de Siqueira Castelo Branco, tiraria devassa do naufrágio.
Era 5 de março de 1701 quando, da Bahia, D. João escreveu ao Rei que ao capitão João de Góis e Araújo (retornado de missão na região das Minas do ouro, onde por ordem do governador estivera em descobrimento de um caminho que delas viesse para a Bahia) mandara declarar «com toda a verdade, clareza e individuação, se da parte de São Paulo, Rio de Janeiro e mais vilas que ficam na repartição do Sul»  haveria «gados bastantes e mantimentos para provimento das gentes que se acham lavrando ouro nas ditas minas, ou se precisamente lhes é necessário valerem-se dos gados e mantimentos dos currais» da Bahia, «e qual caminho é o mais acomodado e fácil para a condução dos ditos gados e mantimentos, se o que vem de São Paulo e Rio de Janeiro para as Minas, ou o que vai deste sertão». O filho de Pedro Taques de Almeida, dos mais importantes sertanistas, de quem Antonil declara que tirou das minas cinco arrobas, ou cerca de 80 quilos de ouro, apenas antes do início de 1700, estava na Bahia, portanto, e o governador Lencastre o encarregara de ir aos confins da capitania do Espírito Santo, região que se dizia estar a 25 (ou a 40, pois nada se sabia ao certo) léguas das minas descobertas e exploradas pelos paulistas, reconhecer o terreno e ver se tinha ouro, assim como buscar, no retorno, a rota mais curta para a Bahia. E é bem possível que em tal missão de menos de um ano João tivesse descoberto mais ouro, por sua conta.